# Magnus Knutsson
Johan Magnus Knutsson (* 12. März 1964 in Vänersborg) ist ein ehemaliger schwedischer Radrennfahrer und nationaler Meister im Radsport.

## Sportliche Laufbahn
Knutsson war Teilnehmer der Olympischen Sommerspiele 1984 in Los Angeles. Im Mannschaftszeitfahren belegte der schwedische Vierer mit Knutsson, Bengt Asplund, Per Christiansson und Håkan Larsson den 5. Platz.
1980 gewann er die Meisterschaft im Einzelzeitfahren und im Mannschaftszeitfahren bei den Junioren. Den Titel im Mannschaftszeitfahren in der Klasse der Amateure gewann er 1984 gemeinsam mit Stefan Brykt und Kjell Nilsson, 1985 mit Stefan Brykt und Raoul Fahlin, 1986 mit Anders Jarl und Lars Wahlqvist, 1990 mit Michel Lafis und Per Moberg, 1991 mit Björn Johansson und Lars Wahlqvist, sowie 1992. Bei den Meisterschaften der Nordischen Länder war er im Mannschaftszeitfahren 1983 mit Bengt Asplund, Håkan Larsson und Mats Andersson erfolgreich. 1986 gewann er mit Lars Wahlqvist, Björn Johansson und Anders Jarl die Goldmedaille. 1989 standen mit ihm Björn Johansson, Jan Karlsson und Michel Lafis als Sieger auf dem Podium, 1991 holte er diesen Titel erneut.
Mit dem Skandisloppet gewann er 1987 ein schwedisches Traditionsrennen. 1991 konnte er dieses Eintagesrennen erneut für sich entscheiden. Dazu siegte er in der Fyen Rundt in Dänemark. 1994 wurde er im Mannschaftszeitfahren bei den UCI-Straßen-Weltmeisterschaften mit seinem Team auf dem 4. Rang klassiert.